# Boxford (condado de Essex, Massachusetts)
Vista de Boxford
Localização de Massachusetts nos E.U.A.
Boxford é um lugar designado pelo censo localizado no condado de Essex no estado estadounidense de Massachusetts. No Censo de 2010 tinha uma população de 2.339 habitantes e uma densidade populacional de 165,01 pessoas por km².

## Geografia
Boxford encontra-se localizado nas coordenadas 42° 39′ 50″ N, 70° 59′ 03″ O. Segundo o Departamento do Censo dos Estados Unidos, Boxford tem uma superfície total de 14.18 km², da qual 13.89 km² correspondem a terra firme e (1.99%) 0.28 km² é água.

## Demografia
Segundo o censo de 2010, tinha 2.339 pessoas residindo em Boxford. A densidade populacional era de 165,01 hab./km². Dos 2.339 habitantes, Boxford estava composto pelo 95.94% brancos, o 0.3% eram afroamericanos, o 0.09% eram amerindios, o 2.01% eram asiáticos, o 0% eram insulares do Pacífico, o 0.26% eram de outras raças e o 1.41% pertenciam a dois ou mais raças. Do total da população o 1.45% eram hispanos ou latinos de qualquer raça.